# Юмын эрге
Юмын (Юмон) эрге (луговомар. Юмын эрге, горномар. Йымы эрге) — сын Кугу-Юмо, мужское божество марийского пантеона.

## Мифы
В одном из преданий верховный бог посылает своего сына на землю, чтобы узнать как живёт человек. Юмын эрге, который до этого не видел человека, спускается вниз и находит пахаря. Приняв его за копошащегося в земле червяка, он кладёт пахаря вместе с лошадью и сохой в карман, поднимается на небо и показывает отцу. Но Юмо велит сыну спустить пахаря обратно, объяснив, что это и есть человек, что он пашет землю и сеет хлеб.
По мнению К. И. Ситникова, нисхождение Юмын эрге к пахарю и возврат его обратно на поле символизирует освящение именем бога нового способа хозяйствования — земледелия. То, что человек «пашет землю и сеет хлеб», служит для бога достаточным основанием для оправдания его существования.
В сказке нижегородских мари Юмын эрге спускается к девушке-пастушке, переодетой в парня. Сын Юмо предлагает девушке помыться вместе с ним в бане, однако та несколько раз обманывает его. Так и не узнав, с кем он прожил все это время на земле, Юмын эрге возвращается домой. Истосковавшись по сыну Юмо, девушка мастерит из сучковатой ели лестницу и поднимается по ней на небо. Выйдя замуж за Юмын эрге, девушка через какое-то время решает навестить родителей.
Подобные рассказы о браках небожителей со смертными были распространены и у мордвы. Типологически образ Юмын эрге тождественен образу мордовского Пургине-паза, сына Нишке, образ земной девушки-пастушки — образам героинь мордовских народных баллад — Литовы, Васальги.